# Marcin Maciejowski
Marcin Maciejowski (ur. 14 czerwca 1974 w Babicach) − polski malarz, rysownik. 

## Życiorys
Ukończył Technikum Budowlane w Krzeszowicach. Studiował na Wydziale Architektury Politechniki Krakowskiej, przerwał studia po III roku i przeniósł się na Wydział Grafiki krakowskiej ASP. W 2001 uzyskał dyplom w pracowni plakatu prof. Piotra Kuncego.
Obecnie mieszka i pracuje w Krakowie. 

## Twórczość
W latach 1996–2001 był członkiem grupy Ładnie. W 1998 założył i redagował (razem z Rafałem Bujnowskim) artzin "Słynne Pismo we Wtorek". Jego pierwsze wystawy odbywały się w Galerii Otwartej Rafała Bujnowskiego. W 1999 wystawił swój cykl Obrazów o dobru, miłości i kulturze w krakowskim Klubie Kulturalnym.
Jego obrazy cechuje prostota formy: schematycznym figurom utrzymanym w konwencji komiksu towarzyszą napisy, wprowadzające element narracji. Najczęściej poruszanym tematem jest codzienność – zapośredniczona w przekazie popularnej prasy i telewizji czy internetu, często przedstawiona w ironiczny sposób, odwzorowująca polskie, "swojskie" realia. Bohaterami jego obrazów są kibole, dresiarze, ale też znani ludzie (m.in. Tadeusz Rydzyk, Andrzej Lepper czy Lech Wałęsa). Zajmował się także malarstwem ściennym.
Maciejowski współpracował z tygodnikiem "Przekrój" (od 2000), oraz galeriami: Raster z Warszawy, Meyer Keiner z Wiednia, Wilkinson Gallery z Londynie oraz Leo Koenig.Inc z Nowego Jorku. Jego prace znajdują się m.in. w zbiorach Centrum Sztuki Współczesnej Zamek Ujazdowski i Muzeum Narodowego w Krakowie, można je też oglądać na ulicznych billboardach.
W 2019 roku przygotował rysunki do książki Marcina Świetlickiego Ale o co ci chodzi? (Wydawnictwo Wolno 2019). Książka zdobyła główną nagrodę w 60. Konkursie Polskiego Towarzystwa Wydawców Książek – Najpiękniejsze Książki Roku 2019.

## Nagrody, stypendia
2001: stypendium koncernu Bayer AG w Leverkusen;
2003: laureat nagrody Paszport „Polityki” za rok 2002.

## Wybrane wystawy
- 2001 Polska, Galeria Zderzak, Kraków
- 2002 Rzeczywiście, młodzi są realistami, Centrum Sztuki Współczesnej Zamek Ujazdowski, Warszawa
- 2004 Dziupla/Schlupfloch/Stash, Galeria Arsenał, Białystok
- 2006 Struktury Dobra, Galeria Raster, Warszawa
- 2007 I Wanna Talk To You, Galerie Meyer Keiner, Wiedeń
- 2008 Bildpolitiken, Salzburger Kunstverein, Salzburg
- 2010 Tak jest, Muzeum Narodowe, Kraków

## Galeria

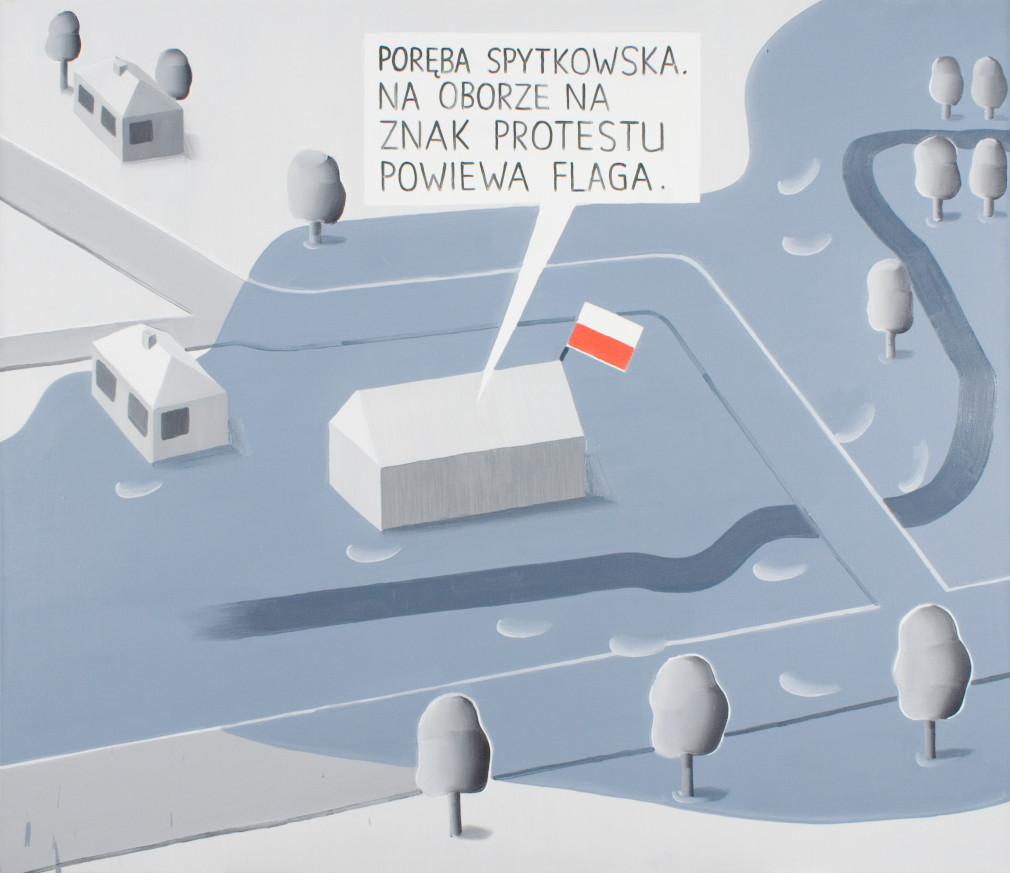
Poręba Spytkowska (akryl na płótnie, 2002)
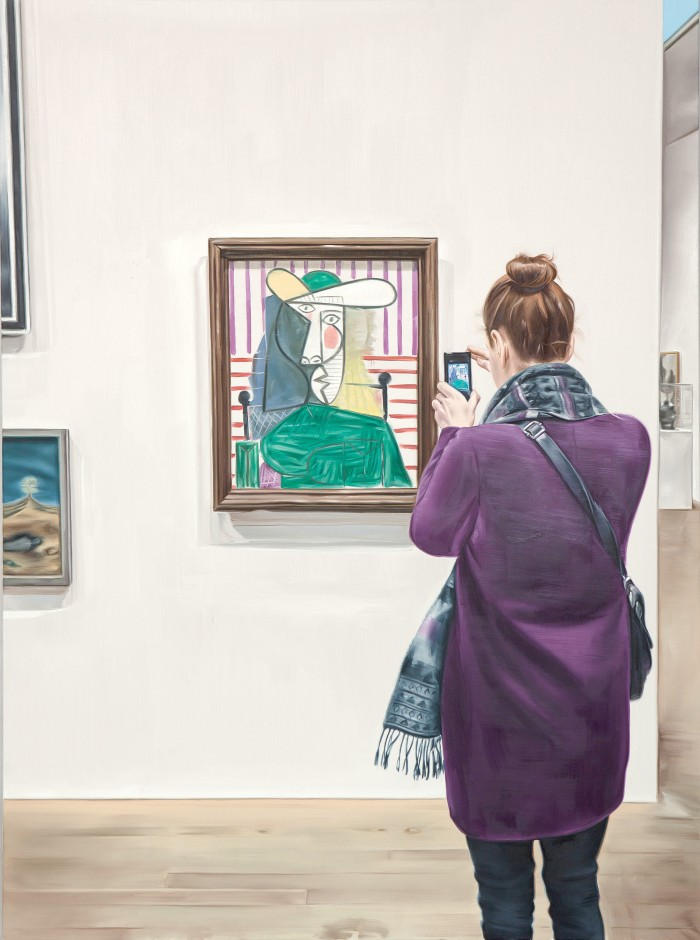
Popiersie kobiety (1944), 2014